# Canscora macrocalyx
Canscora macrocalyx är en gentianaväxtart som beskrevs av Friedrich Anton Wilhelm Miquel. Canscora macrocalyx ingår i släktet Canscora och familjen gentianaväxter. Inga underarter finns listade i Catalogue of Life.